# Keisen
Keisen (桂川町?) è una cittadina giapponese della prefettura di Fukuoka.